# جرمی پودسوا
جرمی پودسوا (انگلیسی: Jeremy Podeswa؛ زادهٔ ۱۹۶۲) کارگردان و فیلم‌نامه‌نویس اهل کانادا است. از آثار او می‌توان به گرفت و قطعات فراری اشاره کرد.